# موريس بيلمير
موريس بيلمير هو سياسي كندي، ولد في 8 يونيو 1912 في Grand-Mère, Quebec ‏ في كندا، وتوفي بنفس المكان في 15 يونيو 1989. نشط حزبياً في الاتحاد الوطني. وقد انتخب عضو الجمعية الوطنية في كيبك ‏.